# Ugoszcz (Rypin)
Pour les articles homonymes, voir Ugoszcz.
Ugoszcz est une localité polonaise de la voïvodie de Couïavie-Poméranie et du powiat de Rypin.